# Бреда ди Пиаве
Брѐда ди Пиа̀ве (на италиански: Breda di Piave) е градче и община в Северна Италия, провинция Тревизо, регион Венето. Разположено е на 23 m надморска височина. Населението на общината е 7852 души (към 2010 г.).